# 联合国反腐败公约

联合国反腐败公约

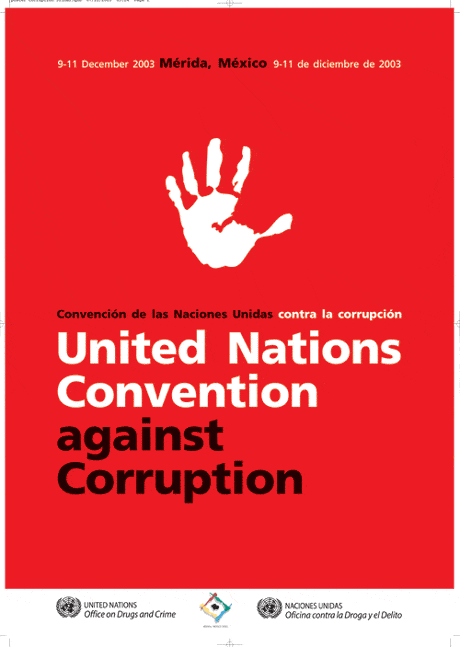
联合国反腐败公约

《联合国反腐败公约》是联合国历史上通过的首个用于打击国际腐败犯罪的法律文件。反腐公约于2003年12月9日至11日在墨西哥南部城市梅里达举行的联合国国际反腐败高级别政治会议上开始供各国签署。根据规定，该公约将在第30个签署国批准后第90天生效。截至到2007年初，已有83个国家批准了此公约。
《反腐公约》草案于2003年10月1日在维也纳会议上确定并核准，并于同年10月31日在第58届联合国大会全体会议投票通过。公约被定义为是联合国为世界各国加强反腐工作、提高反腐成效、促进反腐领域的国际合作而通过的一项指导国际反腐败斗争的法律文件。

## 历史
- 2000年12月，联合国大会通过决议，要求制订一项有效的反腐败国际法律文书并设立一个特设委员会，《联合国反腐败公约》特委会随即成立。
- 2003年10月1日，在维也纳举行的特委会第七届会议确定并核准了《联合国反腐败公约》草案。
- 2003年10月31日，第58届联合国大会全体会议审议通过了《联合国反腐败公约》，12月9日至11日在墨西哥南部城市梅里达举行的联合国国际反腐败高级别政治会议上开放供各国签署。
- 2005年12月14日，该公约正式生效。

## 意义
该公约是联合国历史上通过的第一个用于指导国际反腐败斗争的法律文件，对预防腐败、界定腐败犯罪、反腐败国际合作、非法资产追缴等问题进行了法律上的规范，并确立了打击腐败的措施，奠定了各国就打击腐败犯罪开展国际合作的多边法律基础，在预防性措施、刑事定罪、引渡合作等方面形成了一套完整的制度，特别是在腐败资金的返还问题上，开创了一种新的合作模式，第一次在国际法律文书中确立了“被贪污的公款必须返还”的原则，对各国加强国内的反腐行动、提高反腐成效、促进反腐国际合作具有重要意义。

## 各国参与
截止2007年1月20日，《反腐败公约》被140个国家政府所承认，其中83个国家政府批准了公约。

### 中华人民共和国
2003年12月10日，中国外交部副部长张业遂代表中国政府在《联合国反腐败公约》上签字。2005年10月17日，十届全国人大常委会第十八次会议以全票通过决定，批准加入《联合国反腐败公约》, 並決定有關公約同時適用於香港及澳門兩個特別行政區。2007年9月6日，为履行《联合国反腐败公约》，国家预防腐败局正式成立。
英國政府於2015年根據該公约代澳門政府成功向英國法院申請充公因貪污罪入獄之澳門運輸工務司前司長歐文龍位於倫敦之物業及其他資產並將房產拍賣，把所得之2,870多萬英磅款項交還澳門政府，由時任英國駐港澳總領事吳若蘭和澳門行政法務司陳海帆簽署備忘錄確認資產移交。

## 公约内容
《联合国反腐败公约》草案除序言外共分8个章节、71项条款，包括：
- 总则
- 预防措施
- 定罪、制裁、救济及执法
- 国际合作
- 资产的追回
- 技术援助和信息交流
- 实施机制
- 最后条款

草案对如下问题进行了法律上的规范：
- “腐败”的概念
- “公职人员”的概念和其他相关的概念
- 挪用或转用犯罪
- 财产非法增加罪
- 贿赂外国官员和国际组织官员行为的定罪
- “双重犯罪原则”的适用
- 在引渡合作中不将腐败犯罪视为“政治犯罪”
- 被非法转移国外资产的追回机制
- 被追缴资产的返还或处置
- 被追缴资产的“分享”

### 引用
1. ↑  中国将首次接受《联合国反腐败公约》履约审议 的存檔，存档日期2013-12-03.，亚太日报，2013年5月31日
2. ↑  英國政府將歐文龍二千多萬英磅的非法資產交還澳門, 香港商業電台, 2015年11月3日,  （页面存档备份，存于）

## 参閱
- 透明国际
- 联合国改革
- 腐败
- 中华人民共和国国家预防腐败局
- 国际反腐败学院

## 外部連結
- United Nations Convention against Corruption website （页面存档备份，存于）

template:Corruption